# محمدعلی نوروزی
محمدعلی نوروزی، سپهبد نیروهای مسلح جمهوری اسلامی و نخستین رئیس شهربانی بعد از انقلاب ۱۳۵۷ بود. او از ۲۳ بهمن تا ۲۸ بهمن ماه ۱۳۵۷ این مسئولیت را به عهده داشت و جای خود را به  سرتیپ ناصر مجللی داد.
در زمان ریاست خود در شهربانی، طی نامه‌ای، نبود امکان ادارهٔ شهربانی و کلانتری‌ها را به دلیل نداشتن نیرو، به ستاد کل ارتش اعلام کرده بود.
او پیش از پیروزی انقلاب، ریاست شهربانی اصفهان و معاونت شهربانی کل کشور را عهده‌دار بود. سپهبد نوروزی در روز ۲۳ بهمن، همبستگی خود را با ملت به صورت کتبی و از راه تلویزیون اعلام کرد. وی در زمان فرمانداری نظامی، معاون سپهبد مهدی رحیمی بود که با پیوستن به ملت از اعدام‌های اول انقلاب جان به در برد و حتی مسئولیت هم گرفت.